# 普朗多普斯圣博姆
普朗多普斯圣博姆（法語：Plan-d'Aups-Sainte-Baume，法語發音：[plɑ̃ dops sɛ̃t bom]）是法国普罗旺斯-阿尔卑斯-蓝色海岸大区瓦尔省的一个市镇，位于该省西部偏南，属于布里尼奥勒区。

## 地理
普朗多普斯圣博姆（43°19'48"N, 5°43'3"E）面积24.91 平方千米，位于法国普罗旺斯-阿尔卑斯-蓝色海岸大区瓦尔省，该省份为法国东南部沿海省份，北起上普罗旺斯阿尔卑斯省，西北角与沃克吕兹省接壤，西接罗讷河口省，南濒地中海，东临滨海阿尔卑斯省。
与普朗多普斯圣博姆接壤的市镇（或旧市镇、城区）包括：奥里奥尔、屈日莱潘、热姆诺斯、马佐格、楠斯莱潘、里布、圣扎卡里、锡涅。
普朗多普斯圣博姆的时区为UTC+01:00、UTC+02:00（夏令时）。

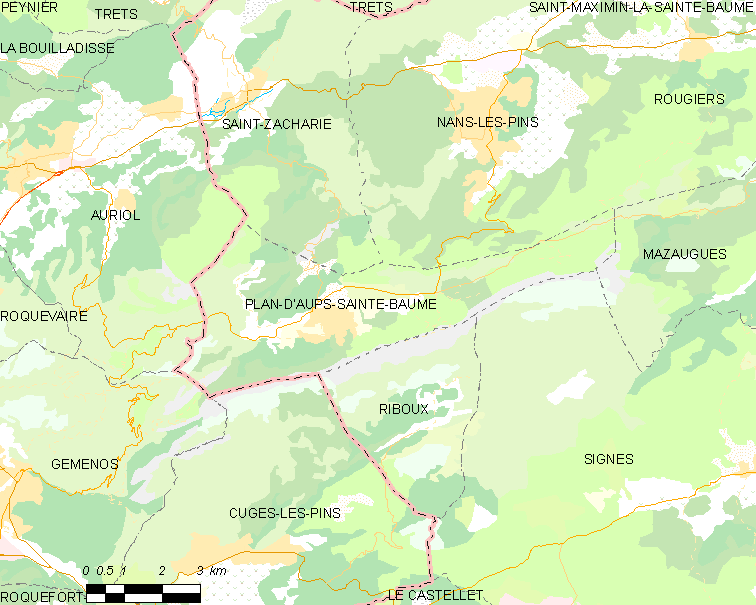
普朗多普斯圣博姆的OSM定位图

## 行政
普朗多普斯圣博姆的邮政编码为83640，INSEE市镇编码为83093。

## 政治
普朗多普斯圣博姆所属的省级选区为滨海圣西尔县。

## 人口

1962-2008年间普朗多普斯圣博姆人口变化图示

普朗多普斯圣博姆于2022年1月1日时的人口数量为2430人。